# Pflunspitzen
Les Pflunspitzen sont un ensemble de sommets montagneux qui s’élèvent à 2 912 m d’altitude dans le massif de Verwall, en Autriche.